# نهر غامبيا
نهر غامبيا، هو أحد أهم الأنهار في أفريقيا عموماً وفي شمال غرب القارة السمراء خصوصاً، حيث يمتد النهر لمسافة قدرها 1,130 كم (700 ميل) من منبعه في هضبة فوتا جالو الواقعة في شمال غرب غينيا، حتى مصبه في المحيط الأطلسي عند مدينة بانجول عاصمة غامبيا.
يرتبط النهر بدولة غامبيا رغم صغر حجمها، والتي تمتد علي طول نصف مجرى النهر وضفتيه.
ينبع النهر من قرية فوتا جالو ثم يجري شمالاً إلى محاقظة تومباكوندا السنغالية حيث يشق محمية نيوكولو كوبا الوطنية حتى تدخل المياه حدود غامبيا عند قرية صغيرة تسمى فاتوتو، ومن هذة النقطة يسري النهر غرباً بشكل متعرّج وقبل أن يصل المحيط الأطلسي بحوالي 100كم يبدأ النهر بالاتساع، لتصل المسافة بين الضفتين إلى 10 كم عند مصبه.